# Terapia fagowa

Struktura bakteriofaga

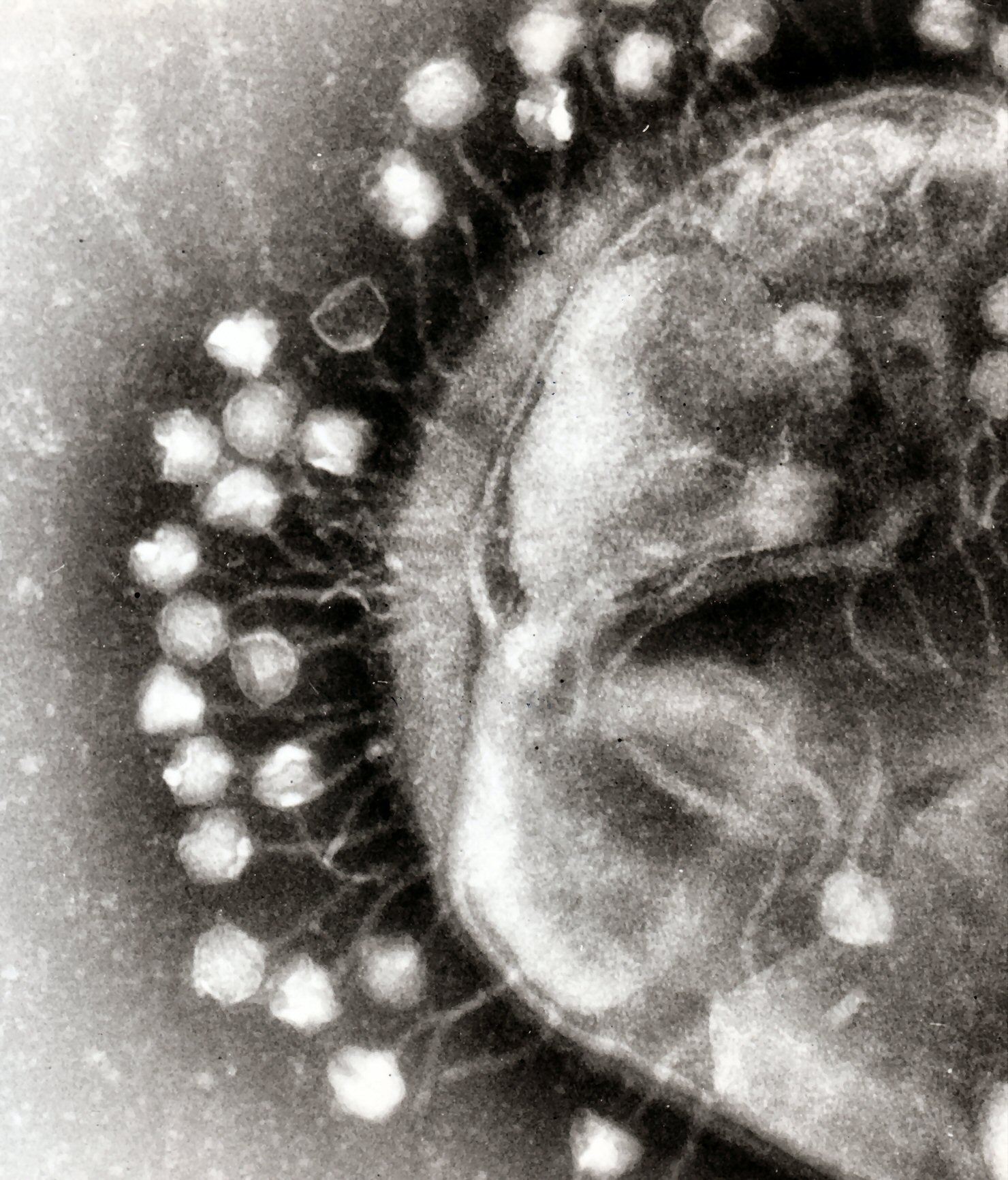
Mikrofotografia elektronowa bakteriofagów przyłączonych do bakterii

Terapia fagowa (fagoterapia) – metoda leczenia infekcji bakteryjnych, prowadzona w oparciu o specyficzne wirusy atakujące wyłącznie komórki bakteryjne.

## Historia
Metodę tę zastosował po raz pierwszy w 1919 roku współodkrywca fagów, frankokanadyjski lekarz Félix d’Hérelle, do leczenia osób chorych na czerwonkę bakteryjną. Metoda ta przeżywała rozkwit w latach 1920–1940, jednak w czasie II wojny światowej oraz po jej zakończeniu została wyparta przez leczenie oparte na antybiotykach. Równolegle z antybiotykoterapią była stosowana jedynie w Związku Radzieckim.
Od końca XX wieku w krajach zachodniej Europy terapia fagowa zaczyna być coraz częściej uważana za metodę przyszłościową i jedyny sposób leczenia chorób wywoływanych przez bakterie odporne na antybiotyki.

## Mechanizm działania
Po wniknięciu do komórki bakteryjnej bakteriofagi zaczynają powielać się, a następnie opuszczają komórkę, niszcząc ją. Kolejne cykle namnażania są możliwe do czasu, gdy w organizmie pacjenta są obecne komórki bakteryjne danego szczepu. Metoda jest nieszkodliwa dla ludzi, ponieważ fagi nie atakują komórek eukariotycznych.
Ograniczeniem stosowania metody jest specyficzność bakteriofagów względem bakterii, to znaczy, że dany typ faga jest zdolny atakować tylko kilka szczepów bakterii z jednego gatunku. Ponadto podobnie jak w terapii antybiotykowej, bakterie wytwarzają z czasem mechanizmy obronne przeciw konkretnym fagom, co wymusza poszukiwanie nowych ich rodzajów.

## Stosowanie
Obecnie na terenie krajów Unii Europejskiej oraz Stanów Zjednoczonych terapie fagowe nie są dopuszczone do masowego stosowania, gdyż dopiero prowadzone są badania mające potwierdzić skuteczność i bezpieczeństwo ich stosowania.

## Badania
W Polsce nad zastosowaniem bakteriofagów pracuje Ośrodek Terapii Fagowej przy Instytucie Immunologii i Terapii Doświadczalnej PAN im. Ludwika Hirszfelda we Wrocławiu, który prowadzi swoje badania od chwili założenia w 1952 roku.